# Dečno selo
Dečno selo este o localitate din comuna Brežice, Slovenia, cu o populație de 320 de locuitori.